# Nova School of Business and Economics
 (juillet 2022).
Cet article court présente un sujet plus développé dans : Université nouvelle de Lisbonne.
La Nova School of Business and Economics (Nova SBE) est une école de commerce au Portugal et l'une des 30 plus réputées en Europe, selon le Financial Times Il fait partie de Université nouvelle de Lisbonne.

## Histoire
Fondée en 1978, Nova SBE est l'une des cinq facultés de l'Universidade Nova de Lisboa, une université fondée le 11 août 1973.
En 2007, en collaboration avec la Católica Lisbon School of Business & Economics et la Sloan School of Management du Massachusetts Institute of Technology (MIT), le programme The Lisbon MBA a été lancé,.
La Faculté a adopté en 2012 la désignation de "Nova School of Business and Economics", qui est actuellement la désignation utilisée à l'échelle internationale.
Le 29 septembre 2018, la faculté a déménagé sur le campus de Carcavelos, l'un des campus les plus modernes du pays et du monde,. Le jour de l'inauguration, le président de la République portugaise, Marcelo Rebelo de Sousa, qui a décoré l'université, était présent.

## Rankings et accréditations
La Nova SBE bénéficie de la triple accréditation AACSB, AMBA et EQUIS. Elle appartient également au groupe CEMS et a également obtenu les 5 palmes du classement Eduniversal pour les meilleures écoles de commerce, seules 39 autres universités les possèdent en Europe.
La faculté est présente dans les classements suivants du Financial Times:
- European Business Schools: 21.º (2023)[1]
- Global MBA: 82.º (2021) | The Lisbon MBA[10]
- Master in Management: 23.º (2021)[11]
- Master in Finance: 11.º (2022)[12]
- Executive Education Open Programmes: 20.º (2022)[13]
- Executive Education Customised Programmes: 29.º (2022)[14]